# بايامون
بايامون (بالإنجليزية: Bayamón)‏ بلدية في بورتو ريكو وتقع في الساحل الشمالي . تم تأسيس البلدية في 22 مايو 1772 . يبلغ عدد سكانها 227.689 نسمة حسب إحصاء 2005 بينما تبلغ مساحتها 115.34 كيلومتر مربع .

## التركيبة السكانية
حدّد مكتب تعداد الولايات المتحدة بيانات التركيبة السكانية لبايامون في تعداد الولايات المتحدة. في ما يلي، التركيبة السكانية حسب تعدادي 2000 و2010.

### تعداد عام 2000
بلغ عدد سكان بايامون 203,499 نسمة بحسب تعداد عام 2000، وبلغ عدد الأسر 67,310 أسرة وعدد العائلات 54,545 عائلة مقيمة في المنطقة السكنية. في حين سجلت الكثافة السكانية 1,764.3 نسمة لكل كيلومتر مربع (4,569.5/ميل2). وبلغ عدد الوحدات السكنية 72,427 وحدة بمتوسط كثافة قدره 627.9 لكل كيلومتر مربع (1,626.3/ميل2).
وتوزع التركيب العرقي للمنطقة السكنية بنسبة 84.75% من البيض و6.02% من الأمريكيين الأفارقة و0.29% من الأمريكيين الأصليين و0.23% من الأمريكيين ذوي الأصول الآسيوية و0.03% من سكان جزر المحيط الهادئ و3.79% من الأعراق الأخرى و4.91% من عرقين مختلطين أو أكثر و98.65% من الهسبانيون أو اللاتينيون من أي عرق.
بلغ عدد الأسر 67,310 أسرة كانت نسبة 43.3% منها لديها أطفال تحت سن الثامنة عشر تعيش معهم، وبلغت نسبة الأزواج القاطنين مع بعضهم البعض 54.1% من أصل المجموع الكلي للأسر، ونسبة 23% من الأسر كان لديها معيلات من الإناث دون وجود شريك، بينما كانت نسبة 3.9% من الأسر لديها معيلون من الذكور دون وجود شريكة وكانت نسبة 19% من غير العائلات. تألفت نسبة 17.1% من أصل جميع الأسر من عدة أفراد يعيشون في نفس المنزل ونسبة 7.2% كانت تتألف من شخص يعيش بمفرده يبلغ من العمر 65 عاماً أو أكثر. وبلغ متوسط حجم الأسرة المعيشية 2.95، أما متوسط حجم العائلات فبلغ 3.32.
بلغ العمر الوسطي للسكان 33.7 عاماً. وكانت نسبة 26.4% من القاطنين تحت سن الثامنة عشر، وكانت نسبة 10.5% بين الثامنة عشر والرابعة والعشرين عاماً، ونسبة 27.1% كانت واقعةً في الفئة العمرية ما بين الخامسة والعشرين والرابعة والأربعين عاماً، ونسبة 21.2% كانت ما بين الخامسة والأربعين والرابعة والستين، ونسبة 12.4% كانت ضمن فئة الخامسة والستين عاماً فما فوق. يوجد لكل 100 أنثى 87.8 ذكر، ويوجد لكل 100 أنثى في الثامنة عشر من عمرها فما فوق 81.8 ذكر.
بلغ متوسط دخل الأسرة في المنطقة السكنية 20,444 دولارًا، أما متوسط دخل العائلة فبلغ 23,112 دولارًا. وكان متوسط دخل الذكور 19,779 دولارًا مقابل 17,207 دولارًا للإناث. وسجل دخل الفرد الخاص بالمنطقة السكنية 9,420 دولارًا. وكانت نسبة 30.5% من العائلات ونسبة 33.5% من السكان تحت خط الفقر، وكان من هؤلاء نسبة 42.9% تحت سن الثامنة عشر ونسبة 32.7% في الخامسة والستين من العمر وما فوق.

### تعداد عام 2010
بلغ عدد سكان بايامون 185,996 نسمة بحسب تعداد عام 2010، وبلغ عدد الأسر 69,376 أسرة وعدد العائلات 50,354 عائلة مقيمة في المنطقة السكنية. في حين سجلت الكثافة السكانية 1,612.6 نسمة لكل كيلومتر مربع (4,176.6/ميل2). وبلغ عدد الوحدات السكنية 77,646 وحدة بمتوسط كثافة قدره 673.2 لكل كيلومتر مربع (1,743.6/ميل2).
وتوزع التركيب العرقي للمنطقة السكنية بنسبة 78.30% من البيض و10.68% من الأمريكيين الأفارقة و0.58% من الأمريكيين الأصليين و0.25% من الأمريكيين ذوي الأصول الآسيوية و0.01% من سكان جزر المحيط الهادئ و7.03% من الأعراق الأخرى و3.15% من عرقين مختلطين أو أكثر و98.97% من الهسبانيون أو اللاتينيون من أي عرق.
بلغ عدد الأسر 69,376 أسرة كانت نسبة 34.7% منها لديها أطفال تحت سن الثامنة عشر تعيش معهم، وبلغت نسبة الأزواج القاطنين مع بعضهم البعض 41.8% من أصل المجموع الكلي للأسر، ونسبة 25.7% من الأسر كان لديها معيلات من الإناث دون وجود شريك، بينما كانت نسبة 5.1% من الأسر لديها معيلون من الذكور دون وجود شريكة وكانت نسبة 27.4% من غير العائلات. تألفت نسبة 24.2% من أصل جميع الأسر من عدة أفراد يعيشون في نفس المنزل ونسبة 10.1% كانت تتألف من شخص يعيش بمفرده يبلغ من العمر 65 عاماً أو أكثر. وبلغ متوسط حجم الأسرة المعيشية 2.61، أما متوسط حجم العائلات فبلغ 3.10.
بلغ العمر الوسطي للسكان 38.2 عاماً. وكانت نسبة 22.4% من القاطنين تحت سن الثامنة عشر، وكانت نسبة 10% بين الثامنة عشر والرابعة والعشرين عاماً، ونسبة 26% كانت واقعةً في الفئة العمرية ما بين الخامسة والعشرين والرابعة والأربعين عاماً، ونسبة 24.6% كانت ما بين الخامسة والأربعين والرابعة والستين، ونسبة 17% كانت ضمن فئة الخامسة والستين عاماً فما فوق. وتوزع التركيب الجنسي للسكان بنسبة 47.1% ذكور و52.9% إناث.

## أعلام
- دانيال سانتوس
- عمر رودريغز لوبيز
- مارفن سانتياغو
- جاسلين غونزاليس
- فيدال سانتياغو دياز
- خوسيه أنطونيو دافيلا
- هيكتور كاماتشو
- أغوستين شتال
- فاراكو